# Chersotis margaritacea
Chersotis margaritacea là một loài bướm đêm thuộc họ Noctuidae. Loài này có ở miền trung và Nam châu Âu up to heights of 1,500 mét. Outside of Europe, nó có thể được tìm thấy ở Algérie, Maroc, Anatolia, Iran, Gruzia, Armenia, Kazakhstan cho đến dãy núi Altai.
Sải cánh dài 32–40 mm. Con trưởng thành bay từ tháng 6 đến tháng 9 tùy theo địa điểm.
Ấu trùng ăn Galium và Asperula cynanchica.